# 张其山岛
张其山岛，也称涨峙，位于中华人民共和国浙江省东北部舟山群岛马鞍列岛中的一座小岛，隶属于浙江省嵊泗县嵊山镇管辖。张其山岛地处壁下山岛以西4.6千米，呈西北-东南走向，长750米，宽250米，海岸线长2.73千米，陆地面积0.207平方千米，最高点海拔61.3米。2010年，张其山岛有常住居民14户，22人。近几年居民陆续迁出，岛上基本无人居住。